# Bundesautobahn 671
L' Autoroute 671 (Abréviation: BAB 671 ou A 671) a une longueur à environ 12 km. Elle se trouve dans la Hesse et forme la partie Est de l'Autoroute périphérique de Mayence de Wiesbaden au Bundesautobahn Mainspitz-Dreieck près de Ginsheim-Gustavsburg.

## Tracé
L'autoroute commence en prolongement de la B 263 en provenance du centre-ville de Wiesbaden, peu après l'échangeur Wiesbaden-Mainzer Straße de l'A 66. La liaison entre les deux autoroutes n'est pas totalement dénivelée: Si vous voulez passer de l'A 66 à la B 263, vous arrivez à un carrefour à feux dans les deux sens ce qui n'est pas le cas dans le sens inverse. Depuis l'échangeur Wiesbaden/Mainz-Amöneburg (2) (se trouvant toujours sur le territoire de Biebrich) la route est signalée comme une autoroute. L'ancienne brasserie Wuth avec son bâtiment principal distinctif est située directement à l'est de la chaussée. L'A 671 longe les voies de la gare de Wiesbaden est et fait un virage vers le sud-est pour ne pas franchir la rocade de Mayence. La jonction Mainz-Kastel (3) relie Mainz-Kastel et est un trèfle. La B 455 qui y est reliée offre également une liaison vers l'A 66 en direction du nord en direction de Francfort. À partir de la jonction Hochheim-Nord (4) où la B 40 bifurque vers l'est, la route tourne au sud. La jonction Hochheim-Süd (5) mène au centre-ville de Hochheim. En plus, la branche ouest de la B 40 bifurque en direction de Mainz-Kostheim et Mayence. Entre les carrefours Hochheim-Süd (5) et Gustavsburg (6), le Main est traversé sur le Mainbrücke Hochheim parallèle au Kostheimer Brücke pour le trafic ferroviaire. Après l'échangeur de Gustavsburg (6) l'autoroute rejoint l'A 60 à l'échangeur Mainspitz. 

## Aire de stationnement
Entre les accès de Hochheim-Nord (4) et Mainz-Kastel (3) il y a une petite aire de repos indiqué comme Zur alten Römerstraße.

## Histoire
La construction commençait en 1960; l'inauguration était en 1969. À l'origine l'autoroute était également appelée Süd-Main-Schnellweg (contrairement à la désignation Rhein-Main-Schnellweg pour l'A 66). Avant la réorganisation du réseau autoroutier fédéral en 1975, l'ensemble du tronçon autoroutier était désigné sous le nom d'A 92 et conduisait au-delà du Mainspitz Dreieck au Rüsselsheimer Dreieck. Ce dernier tronçon fait désormais partie de l'A 60. Dans les années 70 une ligne à 110 kV de la centrale de Mainz-Wiesbaden a été construite parallèlement  sur presque toute la longueur de l'autoroute.
Fin 2015, de nombreux panneaux de signalisation ont été renouvelés le long de l'itinéraire. Le pont sur le rond-point d'Amöneburg (AS 2 Wiesbaden/MZ-Amöneburg) a été largement rénové entre février 2013 et janvier 2016 et partiellement reconstruit. 